# Unplugged (album d'Archive)
Pour les articles homonymes, voir Unplugged.
Albums de Archive
Noise
(2004) Lights
(2006)
Unplugged est un album acoustique en public d'Archive, sorti en 2004.

## Titres
| No  | Titre                           | Durée |
| --- | ------------------------------- | ----- |
| 1.  | Fuck U                          | 5:31  |
| 2.  | Noise                           | 3:50  |
| 3.  | Sleep                           | 4:54  |
| 4.  | Game of Pool Santa Cruz         | 2:26  |
| 5.  | Girlfriend in a Coma The Smiths | 2:27  |
| 6.  | Conscience                      | 3:45  |
| 7.  | Absurd                          | 3:16  |
| 8.  | Me And You                      | 4:15  |
| 9.  | Goodbye                         | 6:04  |
| 10. | Run                             | 3:51  |

## Commentaires
Comme son nom l'indique, Unplugged est un album acoustique.